# Lista dos atuais chefes de governo em Portugal
Esta é uma lista dos atuais chefes de governo em Portugal, que inclui o Primeiro-ministro de Portugal, bem como os Presidentes dos Governos Regionais da Região Autónoma dos Açores e da Região Autónoma da Madeira.

## Governo central
| Primeiro-ministro | Retrato | Data de posse          | Partido | Partido    | Ref |
| ----------------- | ------- | ---------------------- | ------- | ---------- | --- |
| António Costa     |         | 26 de novembro de 2015 |         | Socialista |     |

## Regiões autónomas
| Região Autónoma | Posição                        | Nome               | Retrato | Data de posse         | Partido | Partido          | Ref |
| --------------- | ------------------------------ | ------------------ | ------- | --------------------- | ------- | ---------------- | --- |
| Açores          | Presidente do Governo Regional | Vasco Cordeiro     |         | 6 de novembro de 2012 |         | Socialista       |     |
| Madeira         | Presidente do Governo Regional | Miguel Albuquerque |         | 20 de abril de 2015   |         | Social Democrata |     |